# Metescopolamina
A metescopolamina, foi um medicamento usado para tratar úlceras estomacais. O seu uso foi substituído principalmente por inibidores da bomba de protões e bloqueadores H2, que são mais eficazes. É tomado por via oral.
Os efeitos secundários comuns incluem boca seca, diminuição da sudorese, visão embaciada e aumento da pressão intraocular. Outros efeitos secundários podem incluir reações alérgicas, sonolência e insolação. É um antimuscarínico que actua ao bloquear a acetilcolina.
A metescopolamina foi patenteada em 1902 e aprovada para uso médico em 1947.